# Gargana
Gargana è il trentaquattresimo album in studio della cantante italiana Iva Zanicchi, pubblicato l'11 febbraio 2022, prodotto dalla Luvi Records e distribuito da Believe Digital.
Il disco è stato pubblicato in seguito alla partecipazione della cantante al Festival di Sanremo 2022 con il brano Voglio amarti, ma, in realtà, la sua uscita è stata più volte posticipata. Non essendo previsto inizialmente che Iva presentasse un brano alla selezione per il Festival di Sanremo 2022, il primo singolo esce già nel 2020 ed è Sangue nero, cover in italiano (con testo di Cristiano Malgioglio), di Canção do Mar, brano musicale in lingua portoghese interpretato da Amália Rodrigues.
Nel 2021 seguono altri due singoli: Amore mio malgrado, del musicista siciliano Giuseppe Santamaria e Lacrime e buio, scritta da Daniele Ronda e, una cover di Love is a Lie della cantautrice blues statunitense Beth Hart.

## Descrizione
Il disco è composto da 7 inediti e 6 cover. Il suo filo conduttore è l'amore ma non solo: alcuni pezzi parlano di guerra, del dover lasciare il proprio paese e di frontiere. Tra gli inediti spiccano: Appunti di viaggio, scritto dalla cantautrice Beatrice De Dominicis, che racconta la storia di due ragazzi che fuggono dalla guerra e arrivano in un paese in cui sperano di essere accolti bene, perché vogliono ricominciare una nuova vita; Dove sei, brano scritto da Franco Ciani e dedicato alla figura del cantautore italiano Lucio Dalla; Vola colomba, testo del cantautore napoletano Sal Da Vinci, che affronta tematiche di attualità come la guerre e le frontiere e parla di chiese divise.
Tra le cover, a conferma che l'album intende abbracciare il panorama musicale non solo italiano, ma anche internazionale, evocando paesi ed atmosfere suggestive, degne di nota sono: Vecchio frack quale omaggio a Domenico Modugno, Canzone, brano scritto da Don Backy e interpretato da Milva al Festival di Sanremo del 1968, Abandonada, cover della canzone Abandonada por voce, scritta e interpretata dalla cantautrice brasiliana Fafá de Belém e Ghir enta, della cantautrice e musicista algerina Souad Massi.

Riguardo al significato del titolo Gargana, Iva commenta:

## Tracce
1. Voglio amarti – 3:48 (testo: Emilio Di Stefano – musica: Italo Ianne, Vito Mercurio, Celso Valli)
2. Lacrime e buio – 3:13 (testo: Daniele Ronda – musica: Beth Hart)
3. Amore mio malgrado – 3:19 (testo: Renato Pizzamiglio – musica: Giuseppe Santamaria)
4. Abandonada – 4:21 (testo: Michael Sullivan – musica: Paulo Sergio Valle)
5. Così poco di te – 3:47 (testo: Attilio Fontana – musica: Francesco Ventura)
6. Vecchio frack – 3:45 (Domenico Modugno)
7. Per un istante – 4:09 (testo: Giacomo Giacomini – musica: Paolo Di Sabatino)
8. Canzone – 3:03 (testo: Don Backy, Detto Mariano – musica: Don Backy)
9. Ghir enta – 4:21 (testo: Souad Massi – musica: Orlando Morais)
10. Appunti di viaggio – 3:26 (testo: Beatrice De Dominicis – musica: Luca Proietti)
11. Dove sei – 3:16 (testo: Franco Ciani – musica: Tiziano Montaresi)
12. Sangue nero (Canção do mar) – 3:57 (testo: Ferrer Trinidade, Cristiano Malgioglio – musica: Frederico De Brito)
13. Vola colomba – 3:39 (testo: Franco Del Prete – musica: Sal Da Vinci)